# Spröda
Spröda ist ein Ortsteil der Großen Kreisstadt Delitzsch im Landkreis Nordsachsen des Freistaates Sachsen. Er wurde am 1. Januar 1997 eingemeindet. 

## Geographische Lage
Spröda liegt nordöstlich von Delitzsch am Sprödaer Bach. 

## Geschichte

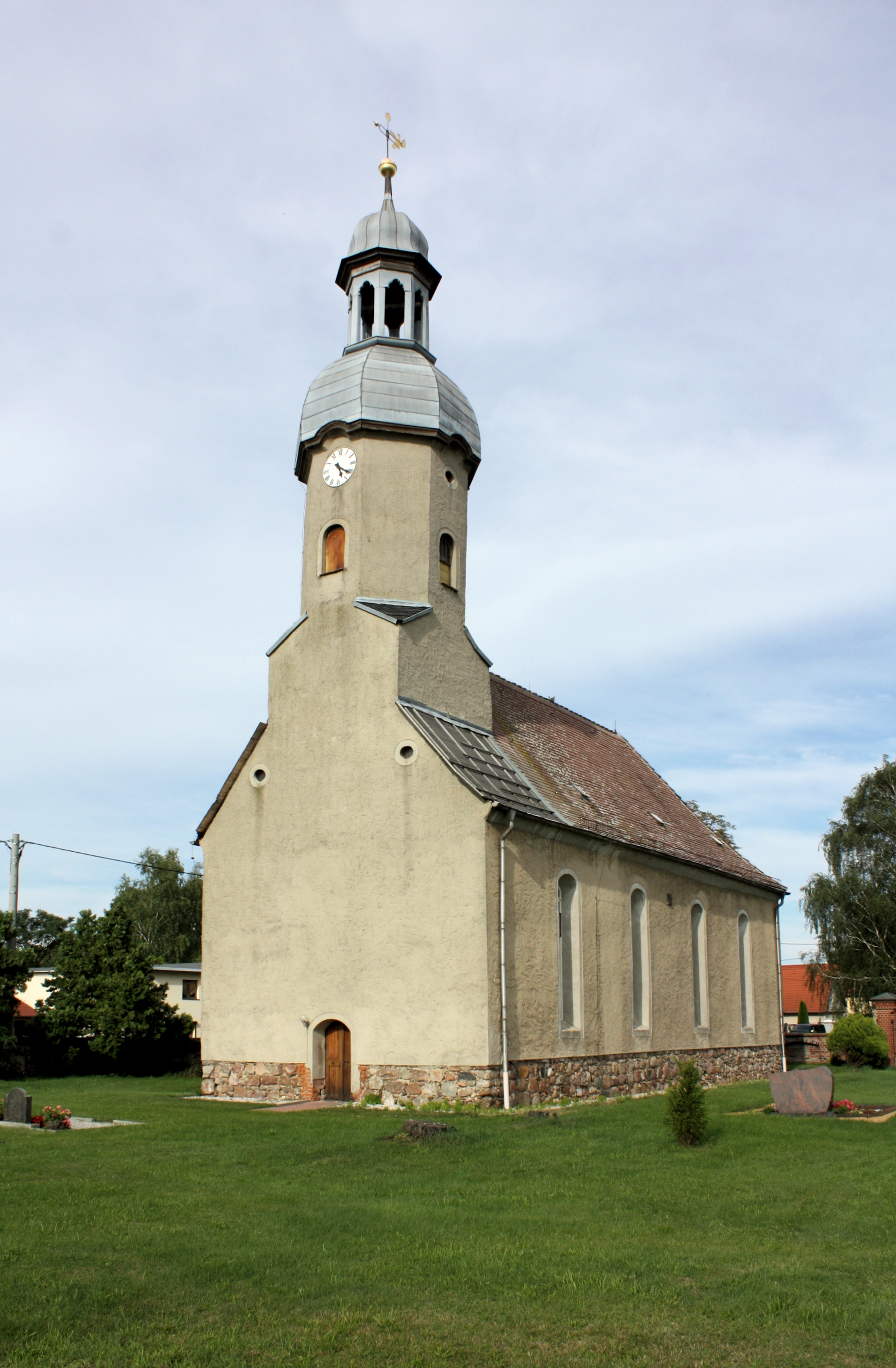
Kirche in Spröda

Spröda gehörte ursprünglich zum Streubesitz des 1124 gegründeten Augustiner-Chorherrenstifts Petersberg. Dieses gehörte zur Markgrafschaft Meißen und kam bei der Leipziger Teilung des Kurfürstentums Sachsen im Jahr 1485 an das albertinische Herzogtum Sachsen. Im Zuge der Einführung der Reformation erfolgte im Jahr 1538/40 die Säkularisation des klösterlichen Besitzes und die Umwandlung in das landesherrliche Amt Petersberg. Spröda wurde ein direktes Untertanendorf, welches als Exklave im kursächsischen Amt Delitzsch lag.
Durch den Schmalkaldischen Krieg und der Wittenberger Kapitulation im Jahr 1547 wurde das albertinische Herzogtum Sachsen zum Kurfürstentum Sachsen erhoben, wodurch Spröda als Teil des Amts Petersberg die nächsten 150 Jahre kursächsisch war. Mit dem Verkauf des Amts Petersberg an Brandenburg-Preußen im Jahr 1697 wurde Spröda eine preußische Exklave im kursächsischen Amt Delitzsch. Der Ort gehörte nun zum Saalkreis im Herzogtum Magdeburg.
Durch den Frieden von Tilsit wurde die Exklave Spröda im Jahre 1807 wie die anderen westelbischen Gebiete Preußens dem Königreich Westphalen zugeschlagen. Als Teil des Saalkreises wurde das Amt Petersberg mit Spröda dem Distrikt Halle im Departement der Saale zugeordnet. Während die Orte um den Petersberg zum Kanton Löbejün kamen, wurde die Exklave Spröda dem Kanton Oppin zugeteilt.
Nach der Niederlage Napoléons und dem Ende des Königreichs Westphalen im Jahr 1813 nahm der preußische König mit seinen „alten Provinzen“ auch den Saalkreis und Spröda wieder in Besitz. 1815 wurde aus diesem „Altbesitz“ aus der Zeit vor 1807 und den durch den Wiener Kongress erworbenen königlich-sächsischen Gebieten die Provinz Sachsen gebildet. Durch die Neuordnung des preußischen Gebiets im Jahr 1816 kam Spröda mit dem vom Königreich Sachsen abgetretenen Amt Delitzsch zum Kreis Delitzsch, wodurch der Exklavenstatus und die historische Bindung zu Petersberg endeten.
Am 20. Juli 1950 erfolgte die Eingemeindung von  Poßdorf. Im Zuge der Kreisreform in der DDR 1952 wurde Spröda dem neu zugeschnittenen Kreis Delitzsch im Bezirk Leipzig zugeteilt, welcher 1994 im Landkreis Delitzsch aufging. Seit dem 1. Januar 1997 sind Spröda und Poßdorf Ortsteile von Delitzsch.

## Verkehr
Die B 183a verläuft nördlich des Orts. 